# Lovci zločinců
Lovci zločinců (v anglickém originále Person of Interest) je americký akční televizní seriál, který byl vysílán na stanici CBS v letech 2011–2016, kdy v pěti řadách vzniklo celkem 103 dílů. Autorem seriálu je producent, scenárista a režisér Jonathan Nolan. Michael Emerson ztvárnil postavu záhadného samotářského miliardáře a programátora Harolda Finche, který si najme bývalého agenta CIA Johna Reese (Jim Caviezel), aby mu pomáhal chránit lidi a vyšetřovat případy na základě jejich spojení s osobami, které mu označí jeho počítačový systém, jenž se postupně vyvine v umělou superinteligenci. Celým seriálem prostupuje téma masového sledování, ovládání lidí a morálky spojené s těmito činy.

## Příběh
John Reese býval příslušníkem Zelených baretů a Delta Force a následně také agentem CIA, o kterém se myslelo, že byl v jedné operaci zabit. V roce 2011 však žije jako bezdomovec v New Yorku a snaží se vyhýbat jakékoliv pozornosti. Při potyčce v metru je ale dočasně zadržen policií a detektiv Joss Carterová, rovněž dříve působící v armádě, začne pátrat po jeho minulosti. Krátce na to Reese osloví záhadný, samotářský a extrémně uzavřený miliardář a programátor Harold Finch. Ten po útocích z 11. září 2001 vytvořil pro americkou vládu počítačový systém, který monitoruje veškerou elektronickou komunikaci a kamerové záběry a má za úkol předpovědět možné teroristické aktivity. Vzhledem ke svým zdrojům tento počítač, zvaný Stroj (v originále The Machine), také predikuje jiné smrtelné zločiny. Ty však nejsou pro národní bezpečnost důležité, a proto jsou každý den z paměti zařízení mazány. Po smrti svého přítele a kolegy se Finch rozhodne utajeně řešit tyto „nepodstatné“ případy a najme Reese, aby na nich pracoval a zabránil možným ztrátám na životech obyčejných lidí. Finch také naprogramoval Stroj tak, aby mu poskytoval totožnost osoby související s možným smrtelným zločinem pouze v podobě čísla sociálního zabezpečení a bez jakýchkoliv dalších podrobností o činu, či zda má být uvedená osoba pachatelem, nebo obětí. Tento způsob má zabránit možnému zneužití Stroje. Finch s Reesem proto nejprve musí porozumět případu a posléze mu zabránit.
Od začátku jim pomáhá další detektiv newyorské policie, Lionel Fusco, zkorumpovaný policista, kterého Reese donutí, aby občas vykonával něco dobrého. Naopak po Reeseovi jde detektiv Carterová, která, aniž by věděla, že je to on, pátrá po záhadném „muži v obleku“, jenž po městě bojuje se zločinci. Finch zařídí Fuscovi převelení na stejnou stanici a ten se tak stane kolegou Carterové, na kterou má dohlížet ohledně Reeseova případu. Nakonec i Carterová se stane Reeseovým spojencem a vyšetřování zastaví. Po celou první řadu však ani Fusco, ani Carterová neví, že ten druhý pracuje s Finchem a Reesem a po celý seriál nic netuší ani o Stroji. Významným protivníkem jejich skupiny je LZ (v originále HR), což je organizace zkorumpovaných policistů, která původně byla spojencem mocného mafiánského bosse Carla Eliase a posléze ruské mafie.
Ve druhé řadě navíc na scénu přichází mocná a záhadná společnost Decima Technologies, která se snaží získat přístup ke Stroji. Občas se objevuje také hackerka, vyděračka a vražedkyně Root, psychopatka posedlá Strojem. V průběhu sezóny zabije LZ přítele Carterové, rovněž detektiva, a ta jim proto slibí pomstu. Reese a Finch potkají Sameen Shawovou, zabijáka z ISA s poruchou osobnosti, která je na útěku, neboť ji její nadřízení zradili. Zvířecí posilou týmu se už na začátku řady stane pes Méďa (v originále Bear).
Třetí řada pokračuje stále podrobnějším vyšetřováním LZ ze strany Carterové. K týmu se přidá Shawová a jako spojenec i Root, jež začne mít o Shawovou romantický zájem a která zároveň Stroji slouží jako jeho „analogové rozhraní“, jež využívá pro vlastní záhadné účely. Velkým protivníkem je skupina Bdělost (v originále Vigilance), násilná protivládní organizace, která nechce, aby lidi vláda špehovala. Decima Technologies začne pořizovat hardware a chystá vytvořit svoji vlastní umělou inteligenci zvanou Samaritán (v originále Samaritan).
Po spuštění Samaritána je každý člen Finchova týmu v nebezpečí. Nová umělá superinteligence začne ve čtvrté řadě pátrat po Stroji a Finchových lidech, pro svoje účely zfalšuje volby, způsobí krach burzy, začne vytvářet společnosti pro vlastní cíle a zabíjí lidi, které považuje za hrozbu. Finch se s ostatními musí skrývat a zároveň se snaží proti Samaritánovi bojovat.
V souboji dvou umělých superinteligencí pokračuje i pátá řada, během níž jsou Shawová a následně i Finch zajati Samaritánovými lidmi. Umělá inteligence rozšíří smrtelnou nákazu, díky níž donutí lidi při očkování poskytnout svoji DNA, která má být použita při rozhodnutí, komu bude povoleno přežít. Finch je Samaritánem obviněn z vlastizrady a Stroj je téměř zničen. Přesto však zbytku týmu zbývá alespoň naděje, a proto nepřestává bojovat.

## Obsazení
- Jim Caviezel (český dabing: Jan Šťastný [1.–2. řada], Petr Štěpán [3.–5. řada]) jako John Reese, hlavní Finchův operativec, bývalý příslušník Zelených baretů a Delta Force a bývalý agent CIA
- Taraji P. Henson (český dabing: Martina Menšíková [1.–2. řada], Jana Musilová [3. řada], Irena Hrubá [4. řada]) jako detektiv Jocelyn „Joss“ Carterová (1.–3. řada, jako host ve 4. řadě), detektiv z oddělení vražd newyorské policie, bývalá armádní důstojnice
- Kevin Chapman (český dabing: Jaromír Meduna [1.–2. řada], Luboš Ondráček [3.–5. řada]) jako detektiv Lionel Fusco, zkorumpovaný detektiv newyorské policie
- Michael Emerson (český dabing: Miroslav Táborský [1.–2. řada], Zdeněk Bureš [3.–5. řada]) jako Harold Finch, záhadný, samotářský a extrémně uzavřený miliardář a programátor
- Amy Acker (český dabing: Antonie Talacková) jako Samantha Grovesová / Root (3.–5. řada, jako host v 1. a 2. řadě), psychopatická hackerka, vyděračka a vražedkyně, a jako hlas Stroje (5. řada)
- Sarah Shahi (český dabing: Dana Černá [2. řada], Radka Přibyslavská [3.–5. řada]) jako Sameen Shawová, bývalý elitní zabiják ISA s poruchou osobnosti

## Produkce

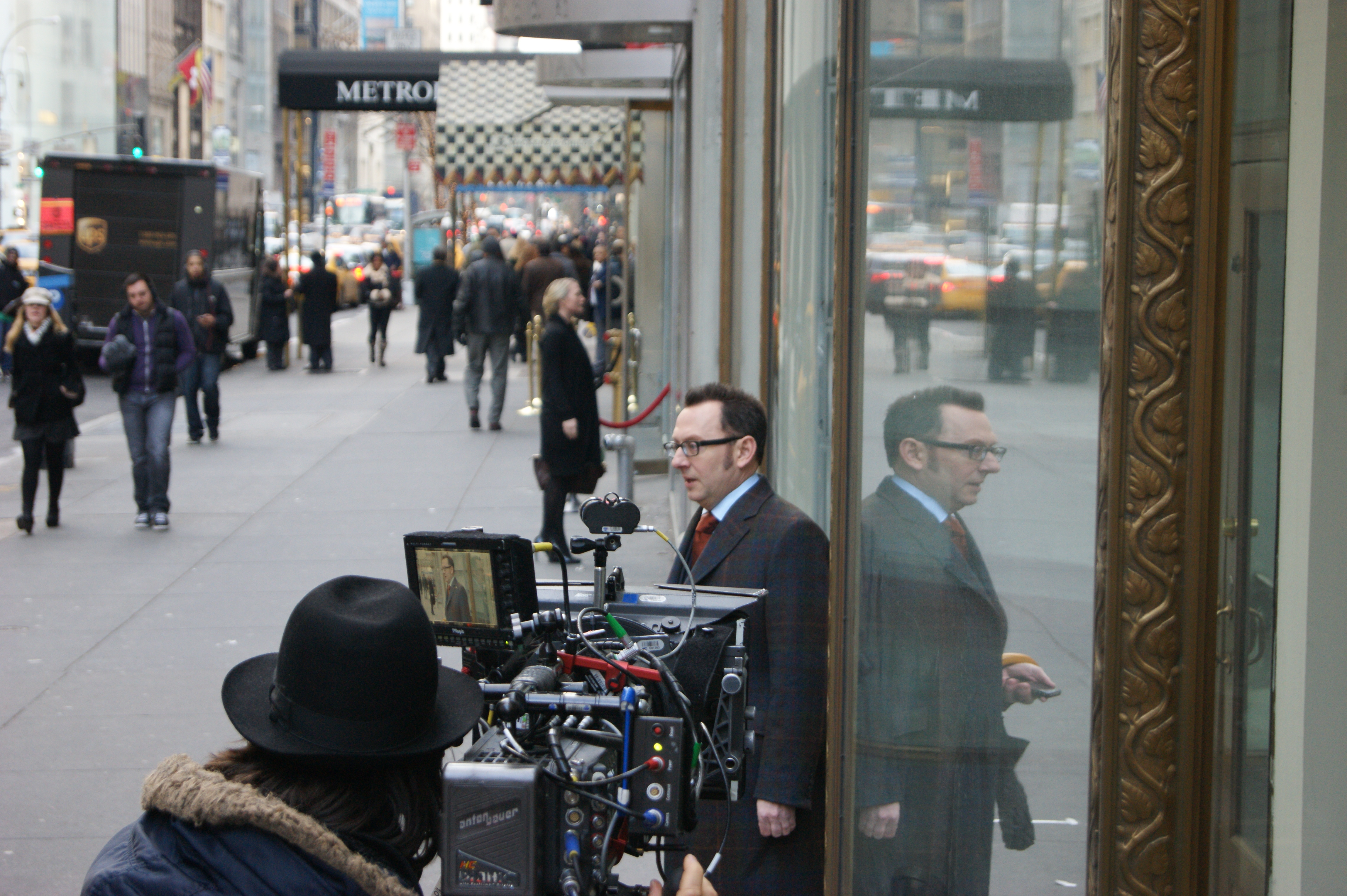
Michael Emerson během natáčení seriálu v ulicích New Yorku

Pilotní díl nového kriminálního thrilleru napsal Jonathan Nolan v září 2010 pod producentskou záštitou J. J. Abramse. O seriál Lovci zločinců mělo zájem více stanic, tentýž měsíc práva k úvodnímu dílu nakonec získala CBS. V únoru 2011 televize pilot skutečně objednala a o několik dní později byl oznámen jeho režisér David Semel. Následně začal casting, jako první byl do role samotářského miliardáře obsazen Michael Emerson. Začátkem března získali své role Taraji P. Henson, Jim Caviezel i Kevin Chapman. Natáčení pilotu bylo v New Yorku zahájeno ve druhé polovině téhož měsíce. Na počátku dubna se k produkčnímu týmu přidal Greg Plageman, který poté byl showrunnerem celého seriálu. V polovině května si stanice CBS vybrala Lovce zločinců do svého vysílání v následující televizní sezóně 2011/2012. Natáčení první řady bylo v New Yorku zahájeno na přelomu července a srpna 2011.
V polovině dubna 2012 byla do hostující role obsazena Amy Acker, v lednu 2013 potom Sarah Shahi. Jejich působení v seriálu se od třetí řady stalo pravidelným, neboť jejich postavy byly přeřazeny mezi hlavní. Tato skutečnost byla nejprve v květnu 2013 oznámena u Shahi, následně v červenci téhož roku i u Acker.

### České znění
České znění seriálu Lovci zločinců bylo vyrobeno mezi lety 2013 a 2017 pro CET 21 společností Barrandov dabing. Vzniklo pod režijním dohledem Vladimíra Žďánského, pouze čtvrtou řadu režírovala Radka Přibyslavská. Překlad je dílem Zdeňka Hofmanna. Mezi druhou a třetí sérií se téměř kompletně změnilo hlasové obsazení hlavních rolí, zůstala pouze Antonie Talacková v roli Root.

## Vysílání
| Řada | Díly | Premiéra v USA | Premiéra v USA  | Premiéra v ČR    | Premiéra v ČR     |
| Řada | Díly | První díl      | Poslední díl    | První díl        | Poslední díl      |
| ---- | ---- | -------------- | --------------- | ---------------- | ----------------- |
| 1    | 23   | 22. září 2011  | 17. května 2012 | 6. ledna 2014    | 5. května 2014    |
| 2    | 22   | 27. září 2012  | 9. května 2013  | 6. května 2014   | 21. července 2014 |
| 3    | 23   | 24. září 2013  | 13. května 2014 | 14. října 2014   | 6. ledna 2015     |
| 4    | 22   | 23. září 2014  | 5. května 2015  | 15. srpna 2016   | 1. listopadu 2016 |
| 5    | 13   | 3. května 2016 | 21. června 2016 | 6. července 2017 | 27. července 2017 |

Již krátce po oznámení objednání seriálu v polovině května 2011 zveřejnila stanice CBS své programové schéma na následující sezónu. Lovci zločinců byli nasazeni čtvrteční 21. hodinu, odkud vytlačili seriálového veterána, Kriminálku Las Vegas, která se přesunula na středeční večery. Koncem června televize ohlásila i datum premiéry úvodního dílu, které stanovila na 22. září 2011. Nový seriál byl v červenci autory a herci propagován na Comic-Conu v San Diegu, kde byla promítnuta také první epizoda.
Pilotní díl Lovců zločinců byl odvysílán 22. září 2011 ve 21 hodin. Předskokana mu dělal dvoudílný úvod páté řady populárního sitcomu Teorie velkého třesku, naopak konkurenci mu na ostatních kanálech tvořil stále oblíbený sitcom Kancl a lékařské drama Chirurgové, které vstoupilo do osmé sezóny. Úvod nového seriálu sledovalo 13,33 milionu diváků, což byla po Teorii velkého třesku a Mentalistovi třetí nejvyšší hodnota sledovanosti toho večera. Diváci měli o seriál zájem i v dalších týdnech, takže sledovanost během celé první řady nikdy neklesla pod 11,5 milionu diváků a naopak se několikrát dokázala vyšplhat nad 15 milionů a nejvýše dosáhla hodnoty 15,67 milionů diváků. Právě díky těmto číslům stanice CBS na konci října oznámila, že objednává dalších devět dílů a tedy celosezónní první řadu, čítající dohromady 22 epizod. Druhá řada byla, společně s dalšími sedmnácti seriály, objednána v polovině března 2012. Televize následně ohlásila premiéru posledního dílu první řady na 17. květen, a krátce poté zveřejnila, že pro konec sezóny přiobjednává ještě jednu epizodu Lovců zločinců navíc.
Druhá řada seriálu začala na konci září 2012 a první epizoda měla ještě vyšší sledovanost (14,28 milionů), než pilotní díl vysílaný před rokem. Tento trend pokračoval i během celé druhé série, která byla nejsledovanější z celého seriálu. Zatímco v první řadě byla celková průměrná sledovanost 14,34 milionu diváků, během druhé série dosáhla hodnoty 16,07 milionu diváků a Lovci zločinců byli v USA čtvrtým nejsledovanějším seriálem, z toho třetím mezi dramaty. K objednání třetí řady došlo na konci března 2013.
V polovině května 2013 stanice CBS zveřejnila své podzimní programové schéma, přičemž Lovci zločinců se nově přesunuli ze čtvrteční 21. hodiny (kde je nahradily sitcomy, nový The Crazy Ones a přesunutý Dva a půl chlapa) na úterní 22. hodinu. Předskokany mu nově měly dělat jediné dva ještě více sledovanější dramatické seriály, kriminální Námořní vyšetřovací služba a její spin-off Námořní vyšetřovací služba L. A. Vysílání třetí řady bylo zahájeno na konci září. Její sledovanost mírně poklesla na průměrnou hodnotu 14,05 milionu diváků, přesto však Lovci byli pátým nejsledovanějším seriálem, z toho čtvrtým mezi dramaty. Díky těmto výsledkům CBS v březnu 2014 ohlásila další, čtvrtou řadu. Třetí série získala také jeden extra díl navíc.
Čtvrtá řada byla ponechána ve stejném časovém slotu, ovšem Námořní vyšetřovací službu L. A., vysílanou přímo před Lovci zločinců, nahradil jiný spin-off, novinka Námořní vyšetřovací služba: New Orleans. Premiéra prvního dílu nové série proběhla koncem září 2014 a oproti předchozí sezóně sledovanost opět poklesla. Čtvrtou řadu v průměru sledovalo 12,22 milionu diváků a v žebříčku se propadla až do druhé desítky mezi seriály. Pátou sérii objednala televize sice později, až v květnu 2015, přesto však společně s ostatními svými seriály. Zároveň však oznámila, že tato série bude mít pouze třináct dílů, což naznačovalo možnost, že by mohla být poslední.
Do programového schématu pro podzim 2015 nebyli Lovci zločinců zařazeni a jejich místo získal nový seriál Všemocný. V březnu 2016 stanice CBS potvrdila, že pátá řada bude skutečně poslední a že její úvodní díl bude mít premiéru začátkem května toho roku. Seriál byl vysílán v pondělí a úterý od 22 hodin, a to až do konce června. Poslední díl se na obrazovkách objevil 21. června 2016 a sledovalo jej 6,51 milionu diváků. Průměrná sledovanost celé páté řady dosáhla hodnoty 6,14 milionu diváků.
V letech 2011–2016 tak vznikly a byly odvysílány čtyři řady po 22 nebo 23 epizodách a jedna řada s 13 díly, celkem tedy 103 epizod.
V Česku se Lovci zločinců ve vysílání objevili na začátku roku 2014. Od 6. ledna jej tehdy začala každé pondělí nedlouho po 22. hodině vysílat TV Nova. Od začátku dubna byl seriál kromě pondělí premiérově vysílán i úterý v tentýž čas. Po skončení první řady pokračovali Lovci ve stejném dvoudenním vysílacím formátu i druhou řadou, která skončila ve druhé polovině července 2014. Třetí série byla do vysílání nasazena v říjnu téhož roku. Formát (pondělí a úterý, po 22. hodině) byl stále stejný a její poslední díly zhlédli diváci začátkem ledna 2015. Po rok a půl dlouhé přestávce začalo v srpnu 2016 premiérové vysílání čtvrté řady, které opět pokračovalo v pondělí a úterý (ovšem mírně posunuté k 23. hodině) a skončilo na přelomu října a listopadu 2016. Závěrečnou pátou řadu uvedla TV Nova premiérově během července 2017, vždy v pondělí až čtvrtek, okolo 23:30.

## Přijetí
Server Rotten Tomatoes shromáždil k první řadě 35 recenzí, z nichž 22 (tedy 63 %) bylo kladných. Průměrné hodnocení dosáhlo hodnoty 6,65 bodu z 10. Další série dosáhly 100 % kladných hodnocení a průměrných známek 8,03 (2. řada, šest recenzí), 7,72 (3. řada, jedenáct recenzí), 8,28 (4. řada, devět recenzí) a 8,25 (5. řada, šest recenzí). Server Metacritic udělil, na základě výsledku 26 recenzí, první řadě seriálu Lovci zločinců hodnocení 66 bodů ze 100.
Jonathan Nolan uvedl jako svůj vzor pro Lovce zločinců seriál Akta X, kde jsou řešeny epizodní případy, ale zároveň zde existuje i celkový mytologický rámec prostupující celým dílem. Do jisté míry byly vzorem i seriály Policie New York a Pohotovost, věnující se mezilidským vztahům. Lovci zločinců byli ovlivněni i batmanovskými celovečerními filmy Christophera Nolana, Jonathanova bratra, jenž se na nich scenáristicky podílel.
Při hodnocení pilotního dílu bylo použito srovnání s filmem Minority Report. Zároveň, jak bývá u seriálů, do nichž je zapojen J. J. Abrams, zvykem, byla v pilotu autory ukázána řada záhadností, na jejichž prozrazení se mohou diváci těšit v dalších dílech. Podle hodnocení se jedná o příběh ze současnosti, který ukazuje, kam až může technologie zajít, a který zároveň má vypracované akční scény, okouzlující postavy a fascinující zápletku. Průběh dalších řad podle recenzentů ukázal, že kvalita má stoupající tendenci, která vzrostla i díky příchodu Amy Acker a Sarah Shahi. Seriál se věnuje překvapivě mnohovrstevnatým problémům ohledně osobní svobody a postupem času se díky zaměření na dějovou linku se Samaritánem stal z kriminálního seriálu, věnujícího se případům týdne, čistokrevným sci-fi se souvislým dějem. V recenzi serveru io9 byl hodnocen jako jeden z nejlepších a nejchytřejších vědecko-fantastických seriálů. Poslední pátá řada byla podle webu IGN vzrušujícím vyvrcholením celého pořadu s jedním z nejlepších seriálových vyvrcholení všech dob.